# Копвиллем, Уно Херманович
Уно Херманович Копвиллем (23 октября 1923, Таллин — 23 сентября 1991) — советский учёный в области нелинейной оптики, квантовой акустики, радиоспектроскопии и гравитации.

## Биография
Родился 4 октября 1923 года в Таллине в семье учителя, впоследствии разбогатевшего на торговле лесом. Учился в мужской гимназии Вестхолма.
В 1941 году из-за буржуазного происхождения вместе с семьёй выслан в Кировскую область, работал трактористом.
Окончил Кировский пединститут (1947—1951), работал учителем физики в школе.
В 1955 году поступил в аспирантуру Казанского университета, в 1958 году защитил кандидатскую диссертацию по проблемам магнитного резонанса в твердых телах и был приглашен на работу в Казанский физико-технический институт КФАН СССР, где его вскоре назначили заведующим сектором теоретической физики (1961). За период его руководства сектор вырос с 3 до 50 сотрудников и был преобразован в отдел квантовой акустики. С 1966 г. доктор физико-математических наук.
В начале 1960-х годов вместе с В. Д. Корепановым предсказал и научно обосновал возможность создания фононного мазера. В 1962 году вместе со своим учеником В. Р. Нагибаровым предсказал световое (фотонное) эхо, которое через год и было обнаружено американскими исследователями Кёнитом, Абеллой и Хартманом.
В 1973 году за опубликование статьи в зарубежном журнале смещён с должности зав. отделом, после чего уволился из института. Работал в Калининградском университете заведующим кафедрой теоретической физики, затем (с 1976) в институте океанологии ДВНЦ АН СССР (Владивосток), заведовал отделом, занимавшимся физическими процессами в океане и методами их исследования.
Ученики: д.ф.-м.н. С. В. Пранц, д.ф.-м.н., академик РАН Г. И. Долгих, д.ф.-м.н О. А. Букин, д.ф.-м.н. А. Н. Павлов, д.б.н. В. М. Чудновский.

## Публикации
- Эхо в физике. М.: Знание, 1981. N 5.
- Копвиллем У. Х., Сабурова Р. В. Параэлектрический резонанс. М.: Наука, 1982. 225 с.
- Копвиллем У. Х., Пранц С. В. Поляризационное эхо. М.: Наука, 1985. 192 с.
- Динамические процессы в океане и атмосфере // Под ред. У. Х. Копвиллема. Владивосток: ДВНЦ АН СССР, 1981. 165 с.
- Динамика когерентных процессов // Под ред. У. Х. Копвиллема. Владивосток: ДВНЦ АН СССР, 1978. 160 с.
- Квантовые методы исследования океана // Под ред. У. Х. Копвиллема. Владивосток: ДВНЦ АН СССР, 1979. 125 с.
- Теоретико-групповые методы в фундаментальной и прикладной физике // Под ред. У. Х. Копвиллема. Москва: Наука, 1988. 262 с.
- Аномальные явления как проявление физико-информационного взаимодействия, Доклады Второй Всесоюзной междисциплинарной научно-технической школы-семинара «Непериодические быстропротекающие явления в окружающей среде» (научная методология и новые подходы) 19-30 апреля 1990, Томск, c.154